# Santana do Cariri
Santana do Cariri este un oraș în statul Ceará (CE) din Brazilia.